# Magelanka zmienna
Magelanka zmienna, magelanka duża (Chloephaga picta) – gatunek dużego ptaka z rodziny kaczkowatych (Anatidae), zamieszkujący południową część Ameryki Południowej. Nie jest zagrożony wyginięciem.

## Systematyka
Wyróżniono dwa podgatunki C. picta:
- C. picta picta J.F. Gmelin, 1789 – południowe Chile, południowa Argentyna.
- C. picta leucoptera J.F. Gmelin, 1789 – Falklandy.

## Występowanie
Lato: południowa i środkowa Patagonia, Falklandy i archipelag Ziemia Ognista. Został wprowadzony na Georgii Południowej. 
Zima: Urugwaj, Pampa i północna Patagonia. Na Falklandach żyje populacja osiadła.

## Morfologia[9]
- C. picta picta – podgatunek kontynentalny.

Przedstawiciele tego podgatunku posiadają ciała długości 59–65 cm. U samca głowa i górna część szyi są czysto białe. Reszta jego ciała jest biała w czarne poprzeczne pręgi. Lotki pierwszego rzędu są barwy czarnej, a drugiego rzędu – białej. Na skrzydle znajduje się zielonkawo-brązowe lusterko. Nogi i dziób szaroczarne.
Rdzawobrązowa samica jest nieco mniejsza od samca. Boki ciała, brzuch i pierś poprzecznie prążkowane. Nogi jasnożółte, dziób szaroczarny.
- C. picta leucoptera – podgatunek falklandzki.

Przedstawiciele tego podgatunku osiągają zazwyczaj większe rozmiary. Długości ich ciał wahają się między 63 a 72 cm.
Samiec tego podgatunku jest jaśniejszy. Barwy czysto białej są nie tylko głowa i górna część szyi, ale także dolna część szyi, pierś oraz brzuch.
Samica tego podgatunku także jest jaśniejsza od samicy podgatunku kontynentalnego.

## Ekologia i zachowanie

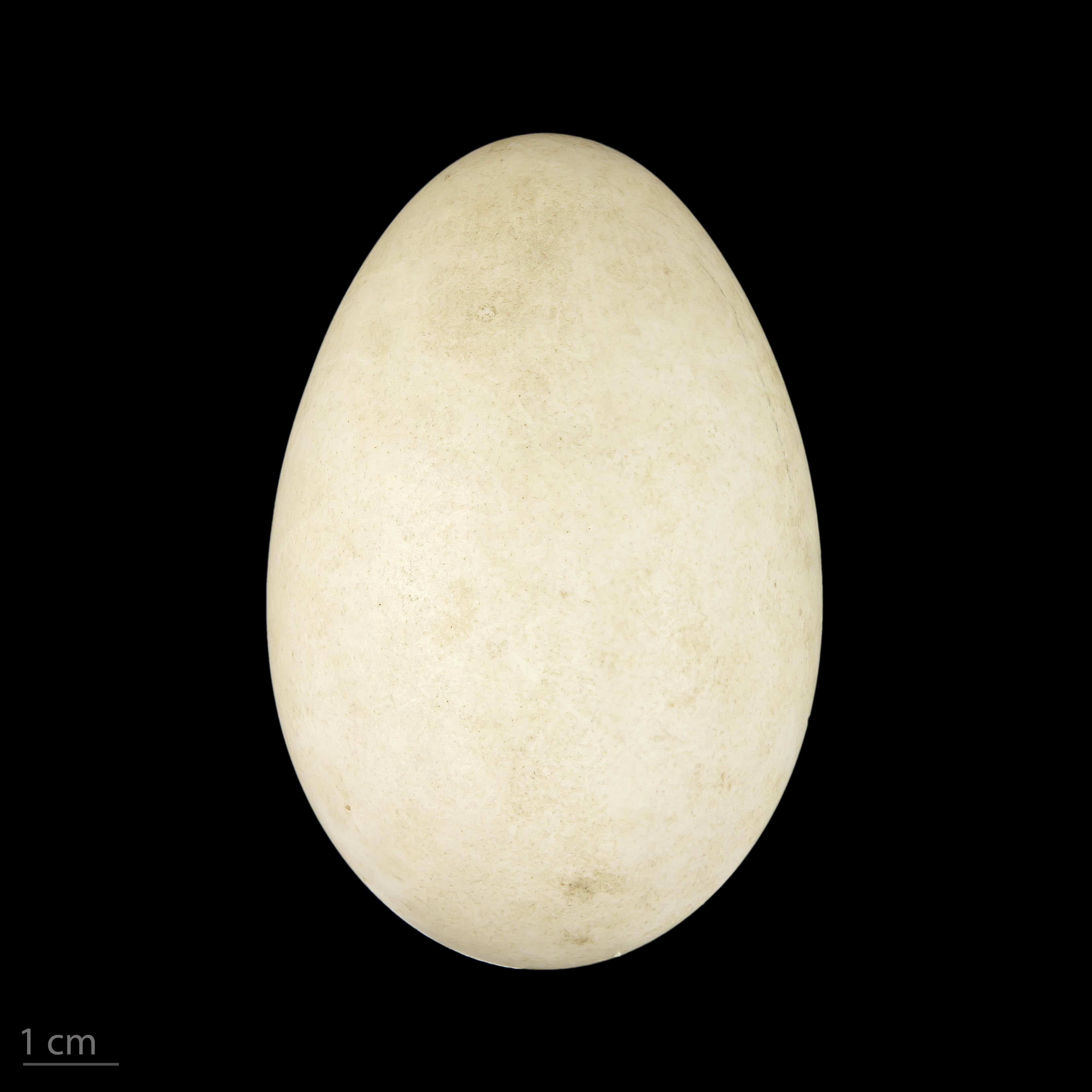
Jajo z kolekcji muzealnej

SiedliskaPastwiska, łąki, stoki górskie. Choć z pewnością jest to gatunek związany z wodą, nierzadko widuje się jego przedstawicieli daleko od wód.
Lęgi Gniazdo leży na ziemi wśród bujnych traw. Samica składa 5–8 jaj, we wrześniu lub październiku, zaś na Falklandach w listopadzie. Wysiaduje 30 dni. Oboje rodzice opiekują się młodymi.
PożywienieGłównie trawy, także owoce jagodowe, nasiona i zielone glony. Pisklęta jedzą również owady.

## Status i zagrożenia
Międzynarodowa Unia Ochrony Przyrody (IUCN) uznaje magelankę zmienną za gatunek najmniejszej troski (LC – Least Concern) nieprzerwanie od 1988 roku. Globalny trend liczebności uznawany jest za spadkowy, choć niektóre populacje mogą być stabilne. Na Falklandach i na kontynencie gatunek był prześladowany, gdyż konkurował z owcami o pastwiska. Gatunek jest jednak nadal bardzo liczny.